# Петров Анатолій Володимирович
Анато́лій Володи́мирович Петро́в (рос. Анатолий Владимирович Петров; нар. 30 липня 1958, Ленінград) — радянський і російський актор театру, кіно та дубляжу. Заслужений артист Росії (1994).

## Біографія
Анатолій Петров народився 30 липня 1958 року у Ленінграді.
У 1981 році закінчив Ленінградський державний інститут театру, музики та кінематографії (майстерня Рубена Агамірзяна).
Від 1995 року — актор Великого драматичного театру імені Георгія Товстоногова в Санкт-Петербурзі.

## Театральні роботи
- «Антигона»
- «Піквікський клуб»
- «Перед заходом сонця»
- «Борис Годунов»
- «Дванадцята ніч, або Як забажаєте»
- «Ліс»
- «Маскарад»
- «Федра»